# Santia hofsteni
Santia hofsteni là một loài chân đều trong họ Santiidae. Loài này được Nordenstam miêu tả khoa học năm 1933.